# 中山区 (大連市)
中山区（ちゅうざん-く）は中華人民共和国遼寧省大連市南東部に位置する市轄区。大連市の金融と商業の中心地であり、国内外の銀行、保険、金融会社が集中している。青泥窪橋、商業区域の天津街は同区に位置する。

## 行政区画
下部に6街道弁事処を管轄する。
- 青泥窪橋街道、海軍広場街道、人民路街道、葵英街道、桃源街道、老虎灘街道

## 教育
- 大連市第24中学

### 大学
- 海軍・大連艦艇学院

## 観光
- 大連中山広場近代建築群
- 労働公園
- 海之韻公園
- 大連中心・裕景

## 交通
- 大連駅より、瀋大線の他、哈大旅客専用線、丹大都市間鉄道に乗り入れる列車が出ている。

大連有軌電車や大連地下鉄2号線、3号線、5号線、トロリーバス、バスの起点となっている。

## 健康・医療・衛生
- 大連市友誼医院
- 大連市中医医院
- 大連大学附属中山医院（大連鉄路医院）（旧 満鉄大連医院）
- 大連市港医院

## 友好都市
- 東京都 荒川区